# Selva (Zandobbio)
Selva [ˈsɛlva] è l'unica frazione di Zandobbio in provincia di Bergamo.

## Geografia fisica

### Territorio
La frazione è composta da diverse località e si estende dopo la zona industriale del Comune di Zandobbio, fino al santuario di San Giovanni delle Formiche, ed è attraversata dal torrente Malmera.

## Attività economica
L'attività economica principale è rappresentato dall'estrazione del marmo e dalla sua lavorazione. Sono presenti sul territorio anche aziende agricole che si occupano dell'allevamento del bestiame.

## Monumenti e luoghi d'interesse
La chiesa parrocchiale intitolata a sant'Anna, costituita nel 1961 con decreto del vescovo di Bergamo. Sul sagrato è presente la "Grotta di Lourdes". La facciata della parrocchia è ricoperta con marmo locale. All'interno è possibile notare il quadro della Natività con una particolare cornice. Sopra l'altare abbiamo un grande crocifisso, portato in processione per le vie del paese ogni venerdì santo.
Al Monte Conisio è posto il santuario di San Giovanni delle Formiche, meta di molti pellegrinaggi.
All'ingresso dell'abitato troviamo il lungo viale che porta alla Villa Luogo, una volta residenza padronale. All'interno è presente un giardino con alberi secolari.

## Ricorrenze
- Festa di S. Anna: il 26 luglio di ogni anno, la solenne celebrazione e processione per le vie del paese con la Statua al Trono.
- Festa di S. Barbara: il 4 dicembre di ogni anno, festa per la patrona delle cave.